# Baest
BAEST er et dansk dødsmetalband fra Aarhus. Bandet blev oprettet i 2015, og spillede i deres første år mere end 40 koncerter, og har spillet på festivaler som Copenhell (2017, 2019, 2022), Roskilde Festival (2017, 2019) og Royal Metal Fest (2016).
I 2019 vandt de to Gaffa-priser i kategorierne "Årets Nye Danske Navn" og "Årets Danske Hardrock/Metaludgivelse", og blev det første dødsmetalband siden prisuddelingens begyndelse til at vinde en pris uden for metalkategorien.
Gruppen har vundet Gaffa-prisen for "Årets Danske Hardrock/Metal udgivelse" fire gange.

## Medlemmer
- Lasse "Riffsbech" Revsbech – guitar (2015- )
- Simon Lindemann Olsen - vokal (2015- )
- Sebastian Abildsten – trommer (2015- )
- Mattias ''Muddi'' Melchiorsen – bas (2015- )
- Svend "Svaerd" Engsig Karlsson - guitar (2015- )

## Hæder
| År   | Modtager/nomineret arbejde | Pris                                   | Resultat  |
| ---- | -------------------------- | -------------------------------------- | --------- |
| 2019 | Baest                      | Årets nye danske navn                  | Vundet    |
| 2019 | Danse Macabre              | Årets danske hardrock/metaludgivelse   | Vundet    |
| 2020 | Venenum                    | Årets danske udgivelse                 | Nomineret |
| 2020 | Venenum                    | Årets danske hardrcock/metal-udgivelse | Vundet    |
| 2020 | Baest                      | Årets danske livenavn                  | Nomineret |
| 2022 | Necro Sapiens              | Årets danske udgivelse                 | Nomineret |
| 2022 | Baest                      | Årets danske band                      | Nomineret |
| 2022 | Necro Sapiens              | Årets danske hardrock/metal-udgivelse  | Vundet    |
| 2022 | Baest                      | Årets danske livenavn                  | Nomineret |
| 2023 | Baest                      | Årets danske band                      | Nomineret |
| 2023 | Justitia                   | Årets danske hardrock/metal-udgivelse  | Vundet    |

## Diskografi
Albums
- Marie Magdalene (2016, EP)
- Danse Macabre (2018)
- Venenum (2019)
- Necro Sapiens (2021)
- Justitia (2022, EP)
- Colossal (2025)

Singler
- "Bones" (2016)
- "Crosswhore" (2018)
- "Gula" (2019)
- "As Above So Below" (2019)
- "Vitriol Lament" (2019)
- "Abattoir" (2021)
- "Meathook Massacre" (2021)
- "Necro Sapiens" (2021)
- "Genesis" (2021)